# Шолмов, Сергей Николаевич
Сергей Николаевич Шолмов (19 марта 1963 — 25 ноября 1985) — курсант Вооружённых Сил СССР, участник Гражданской войны в Анголе, погиб при исполнении служебных обязанностей, кавалер ордена Красной Звезды (посмертно).

## Биография
Сергей Николаевич Шолмов родился 19 марта 1963 года в городе Ульяновске. В 1980 году окончил среднюю общеобразовательную школу № 13 в родном городе с золотой медалью. После окончания школы Сергей решил поступить в Московский Краснознаменный институт Министерства обороны СССР, но первая его попытка закончилась неудачей. В этом же году он поступил в Ульяновский педагогический институт, где закончил 1-й курс с отличием. На следующий год Сергей поступил в Московский Краснознаменный институт министерства обороны на китайско-английское отделение. Являлся отличником учёбы.
В 1985 году Шолмов был направлен на практику в Народную Республику Ангола, где находился контингент советских военных специалистов, оказывавших содействие местным вооружённым силам в борьбе с антиправительственными формированиями, приобретшей характер гражданской войны.
25 ноября 1985 года Шолмов находился в составе экипажа самолёта Ан-12 под командованием капитана С. В. Лукьянова, перед которым была поставлена задача осуществить транспортную авиационную перевозку 15 советских и ангольских военнослужащих. В 43 километрах к востоку от населённого пункта Менонге самолёт, на борту которого находился курсант Шолмов, был обстрелян из переносного зенитно-ракетного комплекса «Стрела-1». Летательный аппарат потерял управление и упал в лес, все находившиеся в нём погибли.
Похоронен на городском кладбище в городе Ульяновске.

## Награды
- Указом Президиума Верховного Совета СССР курсант Сергей Николаевич Шолмов посмертно был удостоен ордена Красной Звезды[5].
- За хорошую учёбу Шолмова наградили медалью «За отличие в воинской службе»[1].

## Память
- В честь Шолмова названа улица в городе Ульяновске (1986) и в городе Инза[6].
- В Ульяновской гимназии № 13, выпускником которой он являлся, находится музей «На рубеже веков», посвященный Шолмову (2002)[7].